# 玄参科内丝白粉菌
玄参科内丝白粉菌（学名：Leveillula scrophulariacearum）是属于白粉菌目白粉菌科内丝白粉菌属的一种真菌，寄生在玄参科植物上。该种分布于中国、俄罗斯。